# Стівен Мпаші
Стівен Мпаші (Stephen Andrea Mpashi) — замбійський письменник. Народився у 1923 році в Касамі (колишня Північна Родезія), помер 1998 року. Більшість творів написав своєю рідною мовою — бемба.

## Біографія
С. Мпаші вчився у католицькій семінарії в Лубуші, а потім в Ексетерському університеті (Англія) та зробив кар'єру на державній службі в Замбії.
Мпаші є автором кількох оповідань, романів і віршів. У 1969 році він також опублікував англійською мовою біографію Бетті Каунди, дружини президента Кеннета Каунди.